# Justyna Kaczkowska
Justyna Kaczkowska (Jaworznik, 7 de outubro de 1997) é uma desportista polaca que compete no ciclismo na modalidade de pista, especialista nas provas de perseguição.
Ganhou 5 medalhas no Campeonato Europeu de Ciclismo em Pista, nos anos 2016 e 2018. Nos Jogos Europeus de 2019 obteve uma medalha de bronze na prova de perseguição por equipas.
Participou nos Jogos Olímpicos de Verão de 2016, ocupando o 8.º lugar na prova de perseguição por equipas.

## Medalheiro internacional
| Jogos Europeus     | Jogos Europeus          | Jogos Europeus    | Jogos Europeus          |
| Ano                | Lugar                   | Medalha           | Competição              |
| ------------------ | ----------------------- | ----------------- | ----------------------- |
| 2019               | Minsk ( Bielorrússia)   | Medalha de bronze | Perseguição por equipas |
| Campeonato Europeu |                         |                   |                         |
| Ano                | Lugar                   | Medalha           | Competição              |
| 2016               | Saint-Quentin ( França) | Medalha de prata  | Perseguição individual  |
| 2016               | Saint-Quentin ( França) | Medalha de prata  | Perseguição por equipas |
| 2017               | Berlim ( Alemanha)      | Medalha de prata  | Perseguição individual  |
| 2017               | Berlim ( Alemanha)      | Medalha de bronze | Perseguição por equipas |
| 2018               | Glasgow ( Reino Unido)  | Medalha de bronze | Perseguição individual  |